# Rožka
Rybník Rožka o výměře vodní plochy 1,3 ha se nalézá asi 1,2 km jihovýchodně od centra obce Kosice v okrese Hradec Králové. Rybník je ve vlastnictví státního podniku Povodí Labe, v roce 2016 bylo provedeno jeho odbahnění a nadále je využíván pro chov ryb.

## Galerie

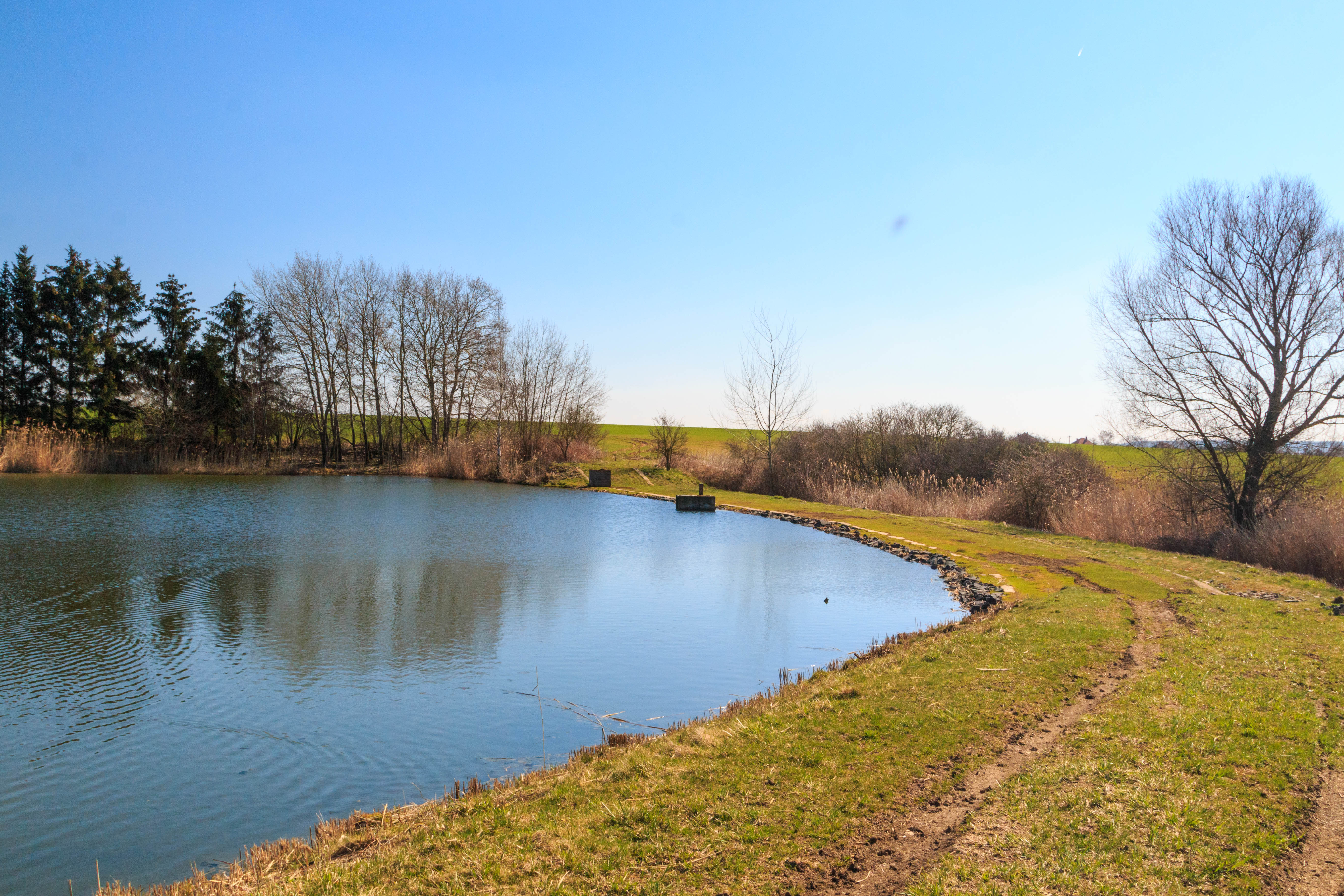
pohledy na rybník Rožka
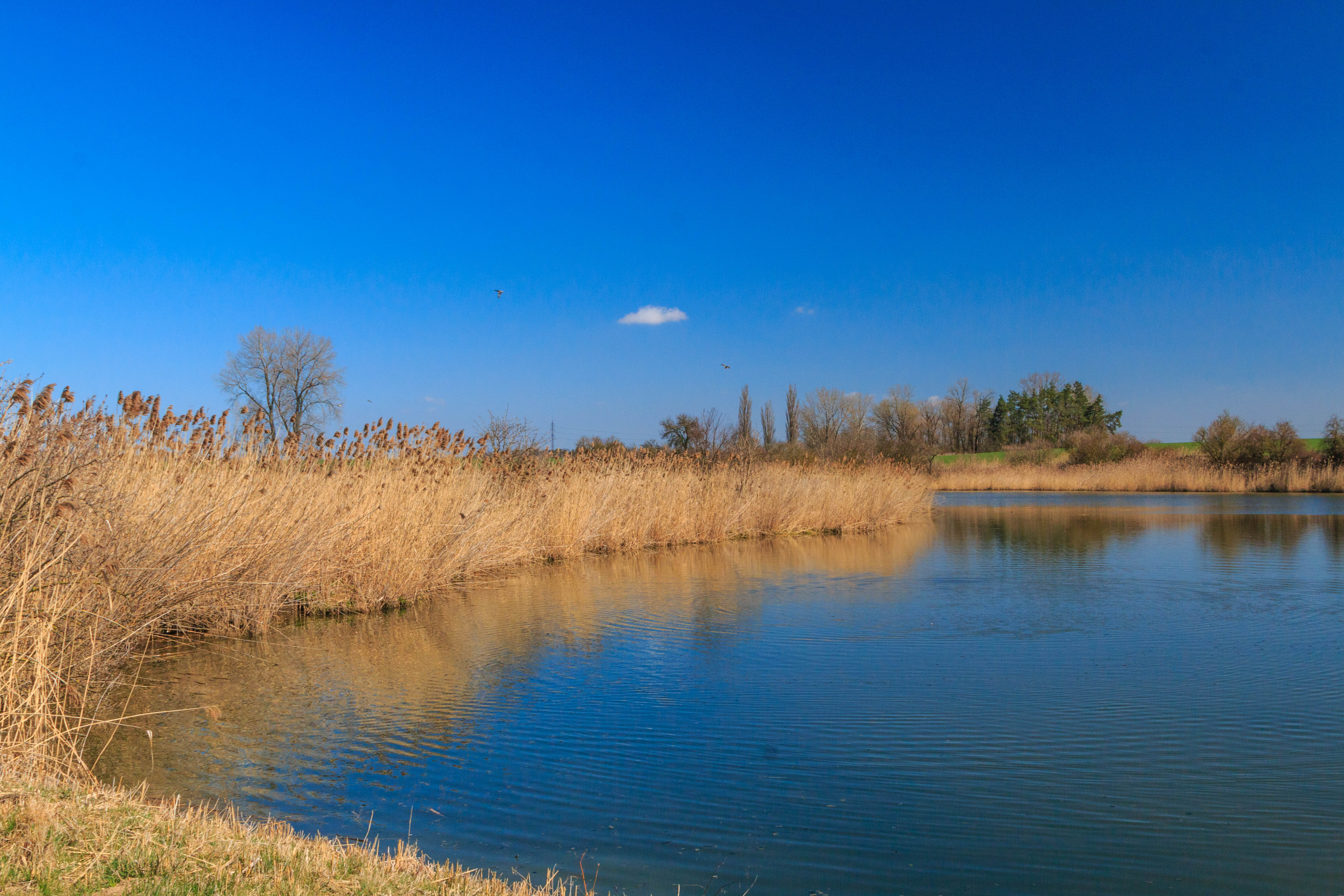
pohledy na rybník Rožka
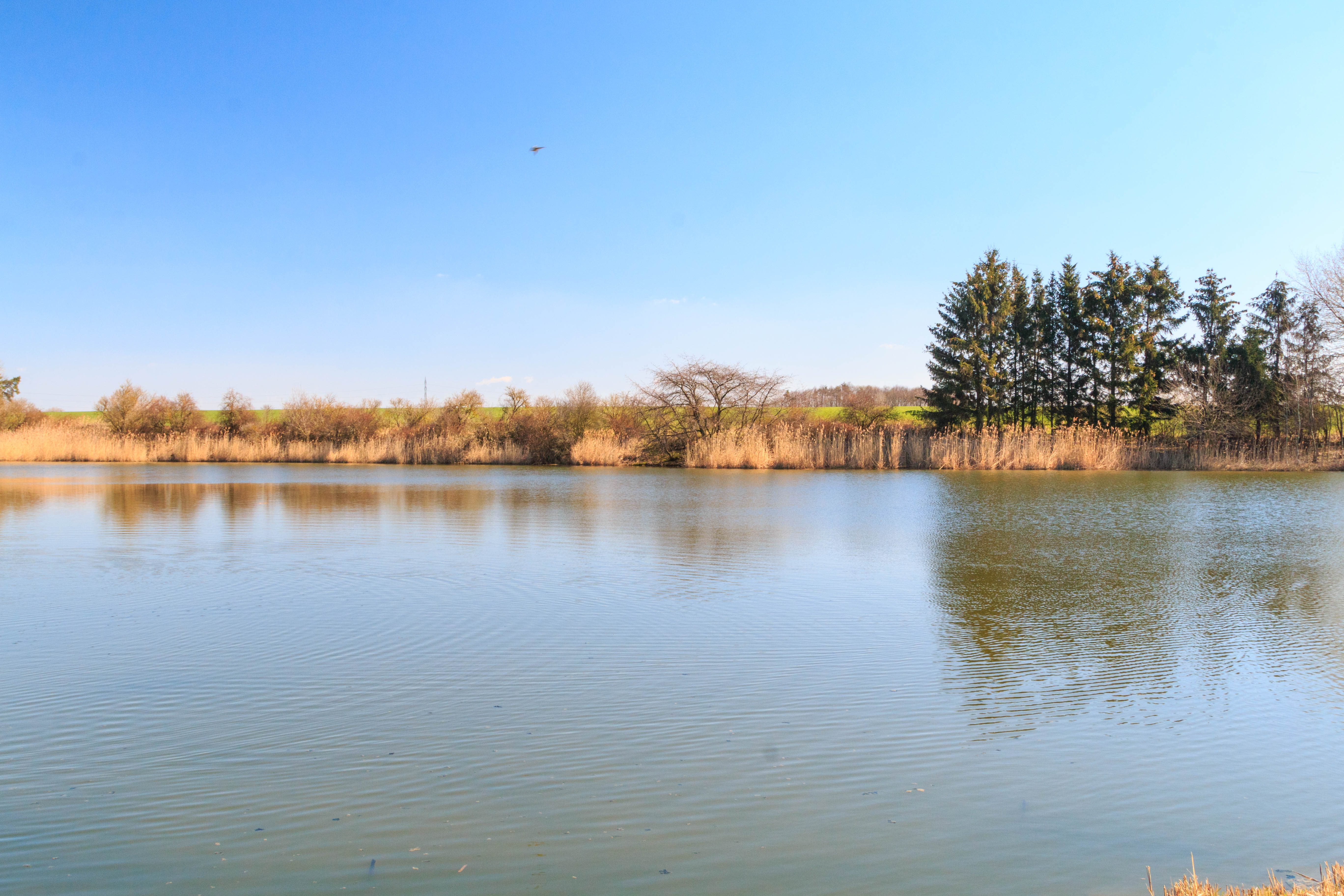
pohledy na rybník Rožka
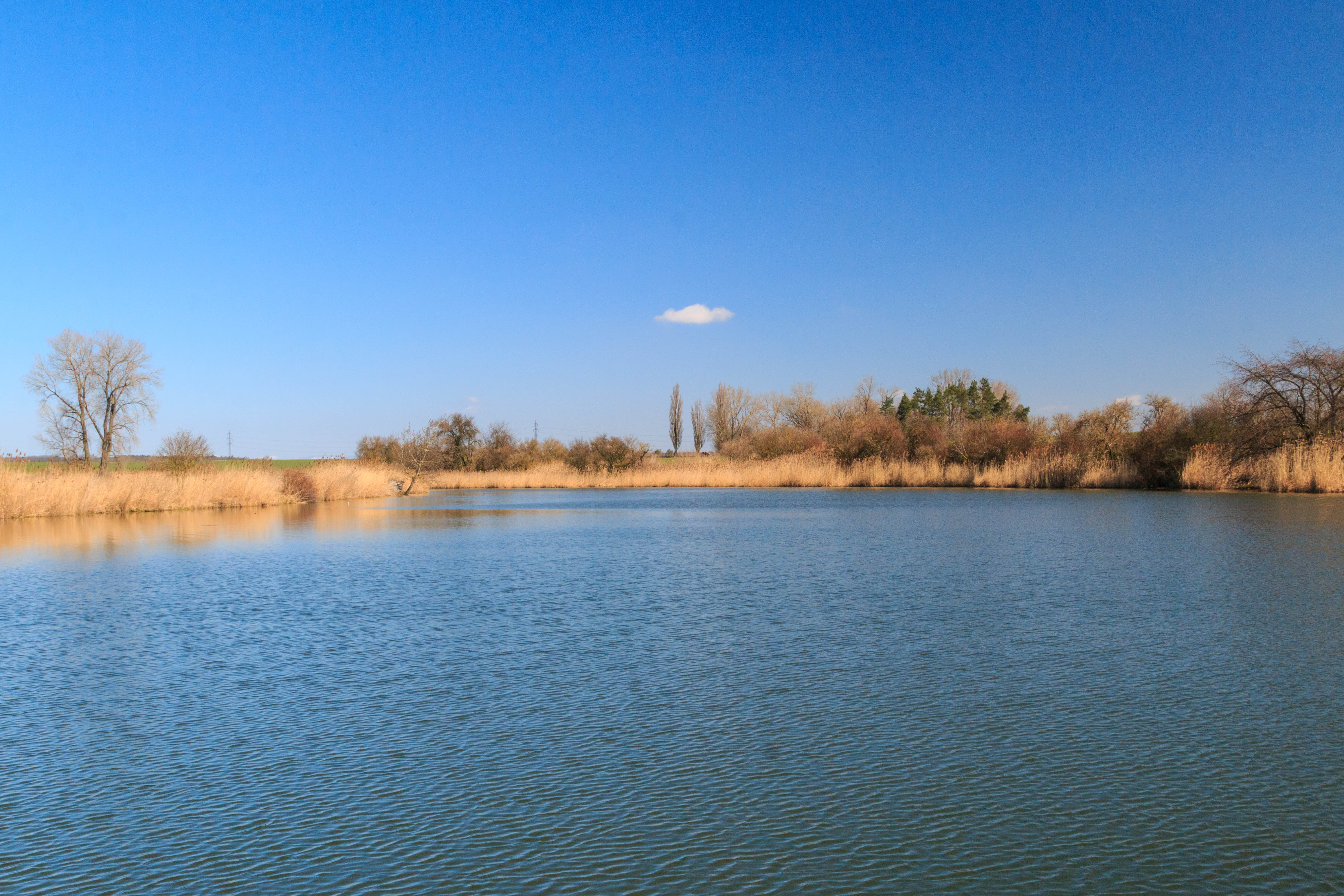
pohledy na rybník Rožka